# Beaupuy (Alto Garona)
Beaupuy (em occitano:  Bèlpuèg) é uma comuna francesa na região administrativa da Occitânia, no departamento do Alto Garona. Estende-se por uma área de 5.84 km², com 1.340 habitantes, segundo o censo de 2018, com uma densidade de 230 hab/km².